# Philip Heintz
Philip Heintz (* 21. Februar 1991 in Mannheim) ist ein ehemaliger deutscher Schwimmer.

## Werdegang
Seit Philip Heintz 2010 das Abitur am Mannheimer Liselotte-Gymnasium abgelegt hat, ist er Student der Geowissenschaften an der Universität Heidelberg. Er startete seit seiner Kindheit für den SV Mannheim, 2014 wechselte er zum SV Nikar Heidelberg. Erste internationale Erfolge erreichte der Schmetterlingsspezialist bei den Junioreneuropameisterschaften 2009, bei denen er über 100 m Schmetterling und mit der 4 × 100-m-Freistilstaffel die Bronzemedaille gewann.
Seinen ersten Titel bei den Männern gewann Heintz bei den Deutschen Kurzbahnmeisterschaften 2011 in Wuppertal über 100 m Schmetterling. Ein Jahr später schaffte er auf der Langbahn zweite Plätze über 200 m Schmetterling und 200 m Lagen sowie einen dritten Platz über 100 m Schmetterling. Seine ersten internationalen Meisterschaften waren die Europameisterschaften 2012 in Debrecen, bei denen er über 50 m Schmetterling 20. und über 100 m Schmetterling 11. wurde. Neben Markus Deibler qualifizierte er sich für das 200-m-Lagen-Rennen bei den Olympischen Sommerspielen 2012 in London, wo er in 2:01,32 min Platz 27 erreichte und damit das Halbfinale um 1,05 Sekunden verpasste.
Bei den Kurzbahneuropameisterschaften 2013 im dänischen Herning holte Heintz in 1:53,98 min überraschend Gold über 200 m Lagen. In diesem Jahr wurde er zum Sportler des Jahres der Stadt Mannheim gewählt.
Bei den Europameisterschaften 2014 über 200 m Lagen gewann er die Silbermedaille. Über die gleiche Strecke wurde er bei den Kurzbahnweltmeisterschaften 2014 Fünfter und gewann bei den Kurzbahneuropameisterschaften 2015 in Netanja (Israel) die Silbermedaille.
Bei den Kurzbahnweltmeisterschaften 2016 in Windsor (Kanada) holte er über 200 m Lagen erneut Silber. Im gleichen Jahr wurde er mit deutschem Rekord von 1:57,48 min Sechster bei den Olympischen Spielen in Rio de Janeiro. Diesen Rekord verbesserte er im Folgejahr bei den Deutschen Meisterschaften 2017 zweimal auf die Weltjahresbestzeit von 1:55,76 min. Bei den folgenden Weltmeisterschaften 2017 konnte er diese Leistung nicht bestätigen und wurde in 1:57,43 min Siebter. Bei den Weltmeisterschaften 2019 belegte er in 1:56,86 min den vierten Platz.
Nach den Olympischen Spielen von Tokio erklärte er 2021 seinen Rücktritt vom Leistungssport.
Persönliche Bestzeiten:
- 50 m Schmetterling: 23,83 s (2012)
- 100 m Schmetterling: 52,22 s (2012)
- 200 m Schmetterling: 1:58,98 min (2012)
- 200 m Lagen: 1:55,76 min, deutscher Rekord (2017)